# Mario Brizuela
José Mario Brizuela Virgen (Colima, 10 gennaio 1926 – Colima, 24 dicembre 2005) è stato un cestista messicano.

## Carriera
Con il Messico ha disputato i Giochi panamericani di Buenos Aires 1951.